# Hagenulus morrisonae
Hagenulus morrisonae is een haft uit de familie Leptophlebiidae. De wetenschappelijke naam van de soort is voor het eerst geldig gepubliceerd in 1971 door Peters & Alayo.
De soort komt voor in het Neotropisch gebied. Ze is endemisch in Cuba.